# Taste the blood of Dracula

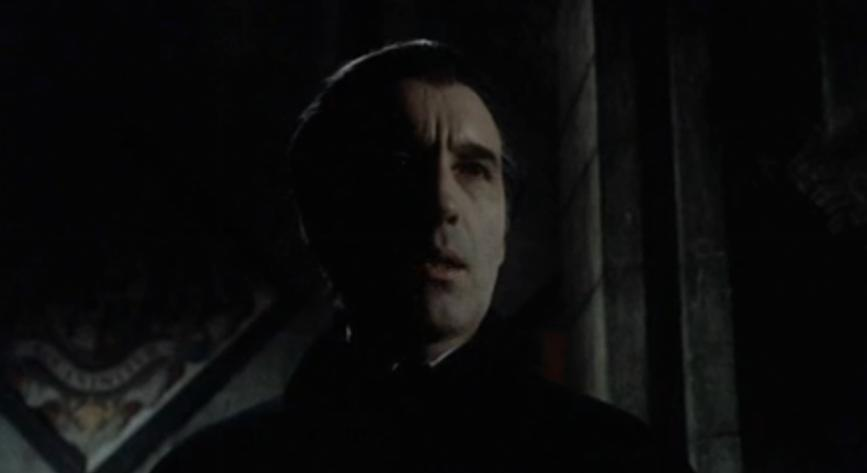
Christopher Lee en un fotograma de la película.

Taste the Blood of Dracula (El poder de la sangre de Drácula; en Argentina y en Uruguay, Pruebe la sangre de Drácula) es la cuarta película de la saga del conde Drácula. Fue producida en 1970 por la Hammer, con guion de Anthony Hinds y dirección de Peter Sasdy. Christopher Lee encarnó al personaje principal. Otros actores de la película son Geoffrey Keen, Gwen Watford y Linda Hayden.

## Sinopsis
La historia comienza exactamente donde termina el episodio anterior de la saga, con el conde Drácula a punto de morir. Al expirar, su sangre es recogida por un mercader oportunista que luego la vende a un excéntrico satanista (Lord Courtley) que intenta guiar por la senda del mal a tres ricachones que buscan emociones fuertes.
Al beber la sangre de Drácula, el depravado lord empieza a tener convulsiones y sus tres acompañantes, asustados, lo ultiman a golpes.
Posteriormente, Drácula vuelve a la vida y se venga de los asesinos de su discípulo, utilizando como arma de su venganza a los propios hijos de los ricachones.

## Reparto
- Christopher Lee como el Conde Drácula
- Anthony Corlan como Paul Paxton
- Linda Hayden como Alice Hargood
- Geoffrey Keen como William Hargood
- Ralph Bates como Lord Courtley
- Peter Sallis como Samuel Paxton
- John Carson como Jonathan Secker
- Isla Blair como Lucy Paxton
- Martin Jarvis como Jeremy Secker
- Gwen Watford como Martha Hargood
- Roy Kinnear como Weller
- Michael Ripper como el inspector Cobb
- Russell Hunter como Félix
- Shirley Jaffe como Betty - La criada de Hargood
- Keith Marsh como padre
- Peter May como hijo
- Madeline Smith como Dolly
- Reginald Barratt como Vicario